# Slunj
Slunj je grad u središnjoj Hrvatskoj. Nalazi se u južnom dijelu Karlovačke županije, na Kordunu.

## Gradska naselja
Slunj se sastoji od 66 naselja: Arapovac, Bandino Selo, Blagaj, Bukovac Perjasički, Crno Vrelo, Cvijanović Brdo, Cvitović, Čamerovac, Donja Glina, Donja Visočka, Donje Primišlje, Donje Taborište, Donji Cerovac, Donji Furjan, Donji Kremen, Donji Lađevac, Donji Nikšić, Donji Poloj, Donji Popovac, Dubrave, Glinsko Vrelo, Gornja Glina, Gornja Visočka, Gornje Primišlje, Gornje Taborište, Gornji Cerovac, Gornji Furjan, Gornji Kremen, Gornji Lađevac, Gornji Nikšić, Gornji Popovac, Grobnik, Jame, Klanac Perjasički, Kosa, Kosijer Selo, Kutanja, Kuzma Perjasička, Lađevačko Selište, Lapovac, Lumbardenik, Mali Vuković, Marindolsko Brdo, Miljevac, Mjesto Primišlje, Novo Selo, Pavlovac, Podmelnica, Polje, Rabinja, Salopek Luke, Sastavak, Slunj, Slunjčica, Snos, Sparednjak, Stojmerić, Šlivnjak, Točak, Tržić Primišljanski, Veljun, Veljunska Glina, Veljunski Ponorac, Videkić Selo, Zapoljak i Zečev Varoš.

## Zemljopis
Slunj je grad smješten na obalama rijeka Slunjčice i Korane. Kroz njega prolazi glavna magistralna cesta koja vodi prema Plitvičkim jezerima i srednjem i južnom Jadranu. Slunj i okolica zauzimaju površinu od 401 km2.

## Stanovništvo
Popisom 2011. godine evidentirano je ukupno 5076 stanovnika:
- Hrvati: 4463 (87,92 %)
- Srbi:  534 (10,52 %)
- itd.

Do novog teritorijalnog ustrojstva Hrvatske, postojala je bivša velika općina Slunj, koja je imala sljedeći etnički sastav:
| godina popisa | ukupno | Hrvati           | Srbi           | Jugoslaveni   | ostali        |
| ------------- | ------ | ---------------- | -------------- | ------------- | ------------- |
| 1991.         | 18.962 | 12.091 (63,76 %) | 5540 (29,21 %) | 239 (1,26 %)  | 1092 (5,75 %) |
| 1981.         | 21.732 | 13.025 (59,93 %) | 6412 (29,50 %) | 1815 (8,35 %) | 480 (2,20 %)  |
| 1971.         | 25.835 | 16.037 (62,07 %) | 9383 (36,31 %) | 206 (0,79 %)  | 209 (0,80 %)  |

### Slunj (naseljeno mjesto)
- 2011. – 1674
- 2001. – 1776
- 1991. – 2026 (Hrvati – 1149, Srbi – 582, Jugoslaveni – 105, ostali – 190)
- 1981. – 1968 (Hrvati – 1038, Srbi – 561, Jugoslaveni – 338, ostali – 31)
- 1971. – 1858 (Hrvati – 1134, Srbi – 594, Jugoslaveni – 82, ostali – 48)

## Povijest
Slunj se prvi puta spominje u 12. stoljeću, a o burnim prošlim vremenima svjedoče i danas zidine Starog frankopanskog grada sagrađenog na kamenoj uzvisini iznad rijeke Slunjčice. Stari grad povijesno je središte feudalnog vlastelinstva knezova Krčkih-Frankopana, a prvi put se spominje u 15. stoljeću. Pod njegovom zaštitom razvija se naselje i osniva franjevački samostan na drugoj obali Slunjčice. Tijekom 16. stoljeća naselje propada u turskim ratovima, a feudalni grad se pretvara u graničnu obrambenu utvrdu. Potkraj 17. stoljeća naselje se obnavlja i razvija u današnji grad Slunj. Zanimljivo je razdoblje Slunja za vrijeme kratkotrajne francuske vladavine od 1809. – 1813. godine koji je tada bio najistočniji granični dio Napoleonovog imperija. Iako su Napoleonovi pohodi imali osvajački karakter oni su ujedno pridonosili širenju novih naprednijih ideja koje su utjecale na gospodarski i društveni razvoj ovog područja. U to vrijeme gradile su se ceste, mostovi preko rijeka te žitni magazini potrebni za vojne svrhe. Kao svjedok tog vremena i danas strše zidine Napoleonovog magazina.
6. svibnja 1950. na području slunjskog i susjednih cazinskog i velikokladuškog kotara izbila je Kordunaška buna, pobuna seljaka protiv nasilne kolektivizacije, prisilna otkupa i visokih nameta, koji je milicija i vojska ugušila sljedećeg dana u krvi.

### Domovinski rat
Slunj je bio tri mjeseca u okruženju i potpuno odsječen od Hrvatske. Oko 800 hrvatskih branitelja svim silama su sprečavali neprijatelja da zauzme slunjsko područje. Nakon višednevnih uzastopnih napada tenkovima, avionima, topovima, minobacačima i višestruko brojnijim vojnim snagama okupatori su 16. studenog 1991. ušli u Slunj. Došli su iz pravca slunjskog poligona, Plitvica, Vojnića i Veljuna. 
Velikosrpski agresorski obruč 1991. stezao se prema Slunju i blokirao put prema Karlovcu i Ogulinu. Agresori su stezali obruč oko Slunja stegne da se to stanovništvo likvidira. Iz tog obruča stanovništvo se izvlačilo 16. studenoga 1991. kada su tenkovi ušli u Slunj. Srbi i Jugoslaveni upadali su, palili kuće i ubijali. Najviše Hrvata je preko Bosne išlo u slobodni dio Hrvatske. 
Egzodus 16.000 Hrvata zbio se kada su stanovnici gradića Slunja protjerani sa svojih ognjišta i poslani u nepoznato. Zapalili su im domove i natjerali ih u bijeg.
Hrvatsko stanovništvo moralo se povući preko Bosne i Hercegovine u Hrvatsku. Slunjsku župnu crkvu Presvetog Trojstva okupatori su zapalili 11 dana nakon okupacije.
Od 1991. do 1995. ubijeno je u slunjskom kraju 297 osoba. Od tog broja 70 je žena starije životne dobi, 1 trudnica, 1 djevojka i 3 djevojčice. Ubijeno je 99 starijih muškaraca, a nisu poštedjeli ni šestomjesečnu bebu. To je ukupno 175 žrtava koje čine žene, starci i djeca. Najveći broj stradalih je u prvim danima okupacije i tijekom okupacije kada je stradalo 213 ljudi.
Okupacija je trajala četiri godine. Slunjani su morali čekati Oluju kako bi se vratili na svoja ognjišta, nažalost spaljena i uništena jer je njihov grad neprijatelj potpuno razorio.

## Gospodarstvo
Ratna razaranja i višegodišnja srpska okupacija slunjskog područja (1991. – 1995.), nanijeli su uz ljudske žrtve i velika materijalna razaranja. Nakon oslobođenja Slunja u kolovozu 1995. godine zatečeni su opustošeni, uništeni i oštećeni stambeni i poslovni prostori te infrastruktura. Prvo se započelo s obnovom obiteljskih kuća i stanova te infrastrukture kako bi se omogućio povratak stanovništva, a tek potom je slijedio oporavak gospodarstva koji traje sve do današnjih dana. 
Danas je na području Grada Slunja evidentirano cca. 100 različitih obrta i oko 50 trgovačkih društava koji se bave pretežito uslužnom djelatnošću, a najviše ih je iz područja ugostiteljstva i trgovine. Proizvodna djelatnost je, u odnosu na prijeratno stanje, zastupljena u vrlo maloj mjeri. 
Grad Slunj svoj gospodarski razvoj vidi kroz daljnji razvoj turizma, poljoprivrede, obrtništva te ekološki čiste industrije, jer upravo za te djelatnosti ima određene predispozicije i prirodne resurse.
Kako bi se na najbolji način spoznale prednosti i mogućnosti daljnjeg razvoja, Grad Slunj je izradio Strategiju gospodarskog razvoja Grada Slunja za razdoblje od 2004. do 2007. godine kojom je utvrđeno trenutno stanje gospodarstva, te su predložene mjere i aktivnosti pomoću kojih je moguće postići daljnji održivi razvoj zajednice. 
Ruralna (seoska područja) su godinama stagnirala u svom razvoju čemu je doprinijela i devastacija tih područja u ratu. Kako bi se potaknuo razvoj poljoprivrede na ovim područjima Grad Slunj je, osim ulaganja u infrastrukturu, poticajnim mjerama pomogao u njenom razvoju. Uvidjevši važnost potpore poljoprivrednim gospodarstvima, Grad i dalje nastavlja isto kroz Program poticanja razvitka poljoprivrede u 2006. godini, kojim se predviđaju određene poticajne mjere (sufinanciranja, bespovratne potpore) kako bi se poduprle određene aktivnosti vezane uz razvoj poljoprivredne proizvodnje, a time i stvaranje preduvjeta za bavljenje seoskim turizmom. 
Osim poljoprivrede, Grad Slunj ima prirodne i kulturne resurse koje je moguće valorizirati u cilju razvoja turizma. Za sada je u Slunju bavljenje turizmom aktivno samo u vrijeme turističke sezone, a vezano je uglavnom uz tranzitni turizam, odnosno smještaj turista koji su na proputovanju do svojih krajnjih odredišta. Od bitnih planiranih aktivnosti Grada ističe se aktiviranje vodeničarskog naselja Rastoke kao središta turističke ponude, restauracija i sadržajno opremanje Starog Grada Slunja, te eventualna izgradnja sportsko-rekreacijskog centra Rastoke i turističkog naselja Taborište u cilju dobivanja cjelovite turističke ponude. Slunj ima mogućnosti orijentirati se na različite vrste turizma: seoski, sportsko-rekreativni, sportsko-lovni, sportsko-ribolovni, kulturni i dr. 
U Gradu Slunju postoji također Industrijska zona Gornje Taborište u kojoj je moguće obavljati razne proizvodne djelatnosti koje zadovoljavaju ekološke standarde, kao i razne servisne i zanatske djelatnosti. Prema dosadašnjim financijskim mogućnostima Grad je uložio određena sredstva u komunalno opremanje iste. Planira se i formiranje nove zone male privrede kao i poslovne zone uz predviđenu zaobilaznicu Grada.
Grad Slunj posebnu pažnju posvećuje razvoju poduzetništva na svom području, a posebno su dobrodošla ulaganja i investiranja poduzetnika čime bi se potaknulo zapošljavanje i cjelokupni razvoj gospodarstva Grada.
Također, kako se Slunj nalazi na području od posebne državne skrbi, za sadašnje i buduće poduzetnike postoje određene porezne olakšice i pogodnosti. Važno je istaknuti i povoljan prometni položaj Slunja, njegovu dobru prometnu povezanost i relativno malu udaljenost od velikih gradskih i poslovnih središta.

## Poznate osobe
- Milan Neralić, prvi hrvatski sportaš koji je nastupio na Olimpijskim igrama i osvojio medalju iz mačevanja (Pariz 1900., za Austriju).
- mons. Mile Bogović, rođen u Cerovcu, hrvatski biskup – prvi biskup gospićko-senjske biskupije
- Dragan Hazler, hrvatski znanstvenik, političar i dobrotvor, predsjednik Hrvatske akademije znanosti i umjetnosti u diaspori te dogradonačelnik Slunja.

## Spomenici i znamenitosti
- Spomenik hrvatskim braniteljima
- Stari grad Slovin
- Napoleonov magazin
- Spomenik olimpijcu Milanu Neraliću

## Obrazovanje
- Osnovna škola Slunj
- Srednja škola Slunj (ekonomska, računarski tehničar, opća gimnazija, obrtnička)
- Pučko otvoreno učilište Slunj
- Glazbena škola Karlovac, Područni odjel Slunj

## Kultura
- KUD "Korana" Slunj
- KUD "Lađevčani" Lađevac
- KUD "Graničar" Cvitović
- KUD "Sv. Mihovil" Nikšić

## Šport
- Nogometni klub Slunj
- Rukometni klub "Drenak"
- Moto klub "Poskok" Slunj (www.poskok.slunj.net)
- Kuglački klub "Korana" Slunj
- Kickboxing klub "Tigar" Slunj
- Kajak i kanu klub "Rastočki mlinari"
- Planinarsko društvo "Podmelnica" Slunj
- Športsko ribolovno društvo "Slunjčica" Slunj
- Udruga uzgajatelja ukrasnih životinja "Zrinski"
- Kinološka udruga Slunj
- Kickboxing klub "Sokol"

Održava se rafting natjecanje Croatia Open. Dio je Europskog rafting kupa i za članove IRF-a i WRF-a. Posljednjih godina nosi naziv RastRaft-Croatia Open.

## Vanjske poveznice
- Turistička zajednica grada Slunja
- Službene stranice grada Slunja